# Балоч, Абдул Кадир
Абдул Кадир Балоч (англ. Abdul Qadir Baloch; род. 9 апреля 1945, Кветта, Британская Индия) — государственный и политический деятель Пакистана. В 2003 году являлся губернатором Белуджистана во время правления президента Пакистана Первеза Мушаррафа от Пакистанской мусульманской лиги (Н). Генерал в отставке, занимавший пост министра по делам штатов и приграничных регионов при премьер-министре Навазе Шарифе с 2013 по 2017 год и в кабинете Шахиде Хакане Аббаси с августа 2017 года по май 2018 года. Лидер Пакистанской мусульманской лиги (Наваз).
Являлся членом Национальной ассамблеи Пакистана с 2008 по май 2018 года.

## Биография
Родился 9 апреля 1945 года. Являлся командующим боевыми операциями XXX корпуса и курировал передислокацию войск вблизи границы с Индией. После терактов 11 сентября 2001 года в США был назначен командующим боевыми операциями XII корпуса с дислокацией в Белуджистане.
В 2001 году был назначен администратором в Белуджистане во время военного положения. В 2003 году уволился из сухопутных войск Пакистана будучи командиром корпуса в Кветте и был назначен губернатором Белуджистана.
На всеобщих выборах в Пакистане в 2008 году был избран членом Национальной ассамблеи Пакистана от избирательного округа NA-271. В 2010 году вступил в Пакистанскую мусульманскую лигу (Н). В августе 2011 года был выбран помощником генерального секретаря Пакистанской мусульманской лиги (Н) в Белуджистане.
В 2013 году Пакистанская мусульманская лига (Н) выдвинула Абдула Балоча от избирательного округа NA-271 на участие во всеобщих выборах. Он одержал победу на выборах над Ахсануллу Раки из Пакистанской народной партии. Затем премьер-министр Наваз Шариф назначил его министром по делам штатов и приграничных регионов 8 июня 2013 года.
Перестал занимать пост министра в июле 2017 года, когда федеральный кабинет был распущен после отставки премьер-министра Наваза Шарифа после решения по делу Панамским документов. После избрания премьер-министром Пакистана Шахида Хакана Аббаси был назначен министром по делам штатов и приграничных регионов во второй раз. После роспуска Национальной ассамблеи 31 мая 2018 года он перестал занимать пост федерального министра по делам штатов и приграничных регионов.
31 октября 2020 года решил покинуть Пакистанскую мусульманскую лигу (Н) из-за разногласий с руководителем партии Навазом Шарифом и его решением не приглашать бывшего главного министра Белуджистана Наваба Санауллаха Хана Зехри на публичное собрание Пакистанского демократического движения. Причиной, по которой руководство Пакистанской мусульманской лиги (Н) не пригласило Наваба Зехри, были его племенные разногласия с Сардаром Ахтаром Менгалом из Национальной партии Белуджистана. Ихсан Икбал, высокопоставленный член Пакистанской мусульманской лиги (Н), заявил, что у Абдула Балоча был выбор уйти в отставку, если бы он пожелал этого.

## Примечание
1. 1 2 3 4  Newspaper, the (6 августа 2011). Two ex-generals picked for key PML-N positions. Dawn. Архивировано 13 октября 2016. Дата обращения: 17 ноября 2021.
2. 1 2  Detail Information (19 апреля 2014). Дата обращения: 11 июля 2017. Архивировано 19 апреля 2014 года.
3. ↑  Swami, Parveen (27 ноября 2013). Troubled history hangs over Pakistan's new army chief. The hindu, 2013. The HIndu. Архивировано 26 февраля 2014. Дата обращения: 17 ноября 2021.
4. ↑  Dawn.com (6 июня 2010). Sanaullah Zehri, Qadir Baloch join PML-N. Dawn newspaper, 2010. Dawn newspaper. Архивировано 15 октября 2014. Дата обращения: 17 ноября 2021.
5. ↑  Hussain, Tayyab (8 июня 2013). 25-member cabinet takes oath. Pakistan Today. Pakistan Today. Архивировано 4 марта 2016. Дата обращения: 17 ноября 2021.
6. ↑  PM Nawaz Sharif steps down; federal cabinet stands dissolved. Daily Pakistan Global. Архивировано 28 июля 2017. Дата обращения: 17 ноября 2021.
7. ↑  New cabinet takes oath: Khawaja Asif foreign minister, Ahsan Iqbal interior minister. DAWN.COM (англ.). 4 августа 2017. Архивировано 4 августа 2017. Дата обращения: 17 ноября 2021.
8. ↑  Pakistan Swears In New Federal Cabinet. Newsweek Pakistan. 4 августа 2017. Архивировано 4 августа 2017. Дата обращения: 17 ноября 2021.
9. ↑  Notification. Cabinet division. Дата обращения: 1 июня 2018. Архивировано 1 июня 2018 года.
10. ↑  PML-N leader Abdul Qadir Baloch decides to resign from party (англ.). The Express Tribune (31 октября 2020). Дата обращения: 31 октября 2020. Архивировано 1 ноября 2020 года.